# King of Bongo (chanson)
Singles de Mano Negra
Sidi 'h' Bibi Out of Time Man
King of Bongo est une chanson du groupe français Mano Negra, sorti sur l’album du même nom. Selon le bassiste Jo Dahan dans le documentaire Out of Time, le morceau est inspiré du guitariste Link Wray.
Cette chanson a pour origine le morceau King of the Bongo Bong (1939) du trompettiste Roy Eldridge.
La chanson parle d'un singe, roi du Bongo, qui après avoir été roi de la jungle, débarque dans une ville qui écoute du disco.

## Bongo Bong
Le morceau a été repris par Manu Chao sur l'album Clandestino sous le titre Bongo Bong avec la chanteuse Anouk. La version sur l'album de Manu Chao est néanmoins très différente de celle-ci.
Ce morceau a également été repris par Robbie Williams, accompagné par la chanteuse Lily Allen, sous la férule du producteur anglais Mark Ronson.
En 2021, il est repris par Lou Bega.